# Błażej Janiaczyk
Błażej Janiaczyk, né le 27 janvier 1983 à Toruń, est un coureur cycliste polonais, professionnel de 2005 à 2016.

## Palmarès et résultats

### Palmarès par année
- 2000
  - Coupe du Président de la ville de Grudziądz
  - Tour de la région de Łódź
  - 2e des Trois Jours d'Axel
- 2001
  - 3e étape des Trois Jours d'Axel
  - Tour de la région de Łódź
  - 2e de la Coupe du Président de la ville de Grudziądz
  - 3e des Trois Jours d'Axel
- 2002
  -  Champion de Pologne du contre-la-montre espoirs
  - 3e de la Targa Crocifisso
- 2003
  - 3e du championnat de Pologne du contre-la-montre espoirs
- 2004
  - Roue tourangelle
  - Coppa Penna
  - Coppa della Pace
  - 2e du Gran Premio La Torre
  - 3e du Trofeo Banca Popolare Piva
  - 7e du championnat d'Europe sur route espoirs
- 2005
  - 3e du championnat de Pologne du contre-la-montre espoirs
- 2007
  - Memorial Romana Regorowicza
  - 2e de la Course de la Solidarité olympique
  - 3e du championnat de Pologne de poursuite
- 2008
  - 2e de la Course de la Solidarité olympique
  - 2e du Mémorial Henryka Lasaka
  - 3e du Tour de Hainan
- 2009
  - 3e du championnat de Pologne sur route
- 2013
  - Korona Kocich Gór
  - 3e du championnat de Pologne du contre-la-montre en duo (avec Adam Stachowiak)
- 2014
  - Classement général du Memorial im. J. Grundmanna J. Wizowskiego
  - 2e de la Race Horizon Park 1
  - 2e de la Race Horizon Park 3
- 2015
  - 3e de la Visegrad 4 Bicycle Race - GP Hungary
- 2016
  - 3e de la Visegrad 4 Bicycle Race - GP Slovakia
  - 3e du Mémorial Andrzej Trochanowski

### Classements mondiaux
| Année           | 2005 | 2006 | 2007 | 2008 | 2009 | 2010 | 2011 | 2012 | 2013 | 2014 |
| --------------- | ---- | ---- | ---- | ---- | ---- | ---- | ---- | ---- | ---- | ---- |
| UCI Asia Tour   |      |      |      | 64e  | 58e  | 131e |      |      |      |      |
| UCI Europe Tour | 682e | 460e | 119e | 113e | 478e | 512e | 722e | 692e | 662e | 82e  |